# Салибаев, Хотам
Хотам Салибаев — советский хозяйственный, государственный и политический деятель.

## Биография
Родился в 1910 году в Худжанде. Член КПСС с 1939 года.
С 1931 года — на хозяйственной, общественной и политической работе. В 1931—1973 гг. — преподаватель и завуч сельхозтехникумов, директор Ленинабадского педтехникума, завуч фельдшерской школы, заведующий Ленинабадским облоно, заместитель председателя Ленинабадского облисполкома, председатель Госплана Таджикской ССР, народный комиссар просвещения, заместитель председателя Совнаркома Таджикской ССР, председатель Курган-Тюбинского облисполкома, председатель Душанбинского облисполкома, министр коммунального хозяйства Таджикской ССР, председатель Сталинабадского горисполкома, ректор Душанбинского педагогического института, постоянный представитель Совмина Таджикской ССР при Совмине СССР.
Избирался депутатом Верховного Совета Таджикской ССР.
Умер в Москве в 1987 году.